# Paul Rehbach
Paul Rehbach (* 26. Februar 1874 in Fürstenwalde/Spree; † 17. März 1934 in Göppingen) war ein sozialistischer Politiker.

## Leben
Der gelernte Bürstenmacher begab sich nach dem Abschluss seiner Lehre auf die Walz und ließ sich darauffolgend in Württemberg nieder, wo er um 1900 der SPD beitrat. Während des Ersten Weltkrieges trat er der 1917 gegründeten USPD bei, wo er zum linken Flügel gehörte, welcher sich Ende 1920 mit der KPD zusammenschloss.
1922 wurde er für die KPD in den Göppinger Gemeinderat gewählt, 1924 auch in den Landtag Württembergs. Da Rehbach im Rahmen der fraktionellen Auseinandersetzungen in der KPD dem „rechten“ Flügel um Heinrich Brandler und August Thalheimer nahestand, wurde er bei den Neuwahlen zum Landtag 1928 nicht wieder als Kandidat aufgestellt. 1929 verließ er die KPD und trat 1931 der neu gegründeten SAPD bei, für welche er bei den Reichstagswahlen im November 1932 erfolglos auf Platz vier der Reichsliste kandidierte.
Nach der Machtübernahme der NSDAP wurde Rehbach inhaftiert, er starb im Frühjahr 1934, wobei unklar ist, ob er sich zu diesem Zeitpunkt in Gefangenschaft befand.